# Politikens filmjournal 063
Politikens filmjournal 063 er en dansk ugerevy fra 1950 produceret af Politikens filmjournal.

## Handling
Gustav V in memoriam. En mindefilm om hele Kong Gustav V's regeringsperiode. Indeholder bl.a. optagelser fra Kong Oskar II's bisættelse og indsættelsen af Gustav V, Gustav V som tennisspiller, tre-konger-mødet i Malmö 1914, Kong Gustavs besøg i København i 1917, Prinsesse Ingrids bryllup i Stockholm i 1935, kongens 80-års fødselsdag og 10 år senere hans 90 års fødselsdag.

## Medvirkende
- Kong Gustav 5. af Sverige
- Kong Christian X
- Kong Frederik IX
- Dronning Ingrid